# Reforma de la nomenclatura municipal de 1916
La reforma de la nomenclatura municipal de 1916 tuvo lugar en España mediante un real decreto con la rúbrica del conde de Romanones, con fecha de 27 de junio.

## Descripción
El plan de «desambiguar» los nombres de municipios españoles habría partido unos años atrás de Manuel de Foronda. El real decreto se publicó el 2 de julio de 1916. Entre los objetivos se encontraba el resolver la homonimia de 1020 municipios. Adicionalmente en los municipios que tenían una doble denominación se determinó escoger una de las dos y los municipios que tenían en su nombre la fórmula «junto á» vieron cambiada dicha partícula por la palabra «de». La serie de cambios vino avalada por un estudio previo de la Real Sociedad Geográfica. Se intentó limitar la reforma «en lo posible y procurando que afectara al menor número de localidades, dejando intacto el nombre actual á las poblaciones de mayor categoría administrativa, como las capitales de provincia, cabezas de partido judicial y las de mayor número de habitantes». Se habrían visto afectados 573 municipios.
En diciembre de 1916 se publicó un nuevo real decreto que rectificaba algunos de los topónimos afectados por el real decreto aprobado en verano.